# Constant Joacim
Constant "Stan" Joacim (Berchem, 3 maart 1908 - Blankenberge, 12 juni 1979) was een Belgisch voetballer die speelde als verdediger. Hij voetbalde in Eerste klasse bij Berchem Sport,Royal Olympic Club de Charleroi en Tilleur FC en speelde 11 interlandwedstrijden met het Belgisch voetbalelftal.

## Loopbaan
Joacim debuteerde in 1925 als verdediger in het eerste elftal van Scaldis SC. In 1929 trok hij naar Berchem Sport (nadat hij in 1926 al een weigering kreeg voor overgang naar de Geel-Zwarten), dat actief was in Eerste klasse en verwierf er al dadelijk een basisplaats. In 1931 behaalde Joacim met de ploeg de derde plaats in de eindrangschikking maar twee jaar later degradeerde de ploeg naar Tweede klasse. Berchem verbleef slechts één seizoen in Tweede en steeg in 1934 terug naar de hoogste afdeling.
In 1935 zat Berchem in geldnood waardoor het zijn beste spelers van de hand moest doen. Joacim trok samen met onder anderen Emile Stijnen naar het ambitieuze Royal Olympic Club de Charleroi, dat op dat moment actief was in Bevordering. De ploeg werd onmiddellijk kampioen en steeg naar Tweede klasse. Het seizoen nadien speelde de ploeg opnieuw kampioen en promoveerde naar Eerste klasse. Joacim bleef er nog spelen tot aan de mobilisatie in 1939. In 1941 trok toenmalig Eersteklasser Tilleur hem aan en hij bleef er spelen tot in 1943. Joacim besloot zijn spelersloopbaan in 1944 bij VV Overpelt Fabriek dat in de lagere afdelingen speelde. In totaal speelde hij 174 wedstrijden in Eerste klasse en hij scoorde hierbij 6 doelpunten.
Tussen 1931 en 1937 speelde Joacim 11 wedstrijden met het Belgisch voetbalelftal. Op het Wereldkampioenschap voetbal 1934 in Italië speelde hij mee in één wedstrijd.